# 三太物語
三太物語（さんたものがたり）は、青木茂が1946年（昭和21年）から雑誌「赤とんぼ」に連載した児童文学である。大都市から遠く離れた山間部の渓谷に住む少年の三太が、わんぱく少年らしい数々の冒険をする物語である。

## ラジオ番組
NHKが1950年4月以来、毎週日曜日のNHK「子供の時間」に30分間放送された番組である。原作は青木茂、脚本は西澤實で、後に筒井敬介。
テーマソング「道志橋をわたろう」（歌詞：さん、さん、三太は山の子だ．．．）が使われて、物語の背景は神奈川県北部で、相模川の支流の道志川であった。

## テレビ番組
後にNHKテレビ、フジテレビでも、テレビ・ドラマとして放映された。